# Уряд Тринідаду і Тобаго
Уряд Тринідаду і Тобаго — вищий орган виконавчої влади Тринідаду і Тобаго.

## Голова уряду
- Прем'єр-міністр — Камла Персад-Біссессар (англ. Kamla Persad-Bissessar).

## Кабінет міністрів
Склад чинного уряду подано станом на 5 травня 2015 року.
| Логотип | Міністерство                                                       | Міністр                                                   | Фото | Час на посаді | Час на посаді | Партія | Партія | Вебсайт |
| ------- | ------------------------------------------------------------------ | --------------------------------------------------------- | ---- | ------------- | ------------- | ------ | ------ | ------- |
|         | Міністерство вищої та професійної освіти                           | Фазал Карім (Fazal Karim)                                 |      |               |               |        |        |         |
|         | Міністерство гендеру, молоді та дитячого розвитку                  | Кліфтон де Кото (Clifton de Coteau)                       |      |               |               |        |        |         |
|         | Міністерство державного управління                                 | Керолін Сіперсад-Бачан (Carolyn Seepersad-Bachan)         |      |               |               |        |        |         |
|         | Міністерство екології і водних ресурсів                            | Санга Сінгх (Ganga Singh)                                 |      |               |               |        |        |         |
|         | Міністерство енергетики                                            | Кевін Рамнарін (Kevin Ramnarine)                          |      |               |               |        |        |         |
|         | Міністерство житлово-комунального господарства і міського розвитку | Рудал Мунілал (Roodal Moonilal)                           |      |               |               |        |        |         |
|         | Міністерство зв'язку                                               | Васант Бхарат (Vasant Bharath)                            |      |               |               |        |        |         |
|         | Міністерство земельних і морських ресурсів                         | Джейрам Сімунгал (Jairam Seemungal)                       |      |               |               |        |        |         |
|         | Міністерство закордонних справ                                     | Вінстон Чандарбхан Дукеран (Winston Chandarbhan Dookeran) |      |               |               |        |        |         |
|         | Міністерство комунальних служб                                     | Нізам Бакш (Nizam Baksh)                                  |      |               |               |        |        |         |
|         | Міністерство мистецтв і мультикультуралізму                        | Лінкольн Дуглас (Lincoln Douglas)                         |      |               |               |        |        |         |
|         | Міністерство місцевого самоврядування                              | Марлін Кудрей (Marlene Coudray)                           |      |               |               |        |        |         |
|         | Міністерство народного та соціального розвитку                     | Крістін Невалло-Хосейн (Christine Newallo-Hosein)         |      |               |               |        |        |         |
|         | Міністерство науки і технології                                    | Руперт Гріффіт (Rupert Griffith)                          |      |               |               |        |        |         |
|         | Міністерство національного різноманіття та соціальної інтеграції   | Роджер Семюель (Roger Samuel)                             |      |               |               |        |        |         |
|         | Міністерство національної безпеки                                  | генерал Карлтон Альфред Альфонсо (Carlton Alfred Alfonso) |      |               |               |        |        |         |
|         | Міністерство освіти                                                | Тім Гопісінгх (Tim Gopeesingh)                            |      |               |               |        |        |         |
|         | Міністерство охорони здоров'я                                      | Фуад Хан (Fuad Khan)                                      |      |               |               |        |        |         |
|         | Міністерство планування та сталого розвитку                        | Боендратт Теварі (Bhoendratt Tewarie)                     |      |               |               |        |        |         |
|         | Міністерство праці та інфраструктури                               | Суруджраттан Рамбачан (Surujrattan Rambachan)             |      |               |               |        |        |         |
|         | Міністерство праці, підтримки малого та мікро-бізнесу              | Еррол Маклеод (Errol Mcleod)                              |      |               |               |        |        |         |
|         | Міністерство продовольства                                         | Девант Махарадж (Devant Maharaj)                          |      |               |               |        |        |         |
|         | Міністерство розвитку Тобаго                                       | Делмон Бейкер (Delmon Baker)                              |      |               |               |        |        |         |
|         | Міністерство розвитку громад                                       | Вінстон Пітерс (Winston Peters)                           |      |               |               |        |        |         |
|         | Міністерство спорту                                                | Брент Санчо (Brent Sancho)                                |      |               |               |        |        |         |
|         | Міністерство торгівлі, промисловості та інвестицій                 | Васант Бхарат (Vasant Bharath)                            |      |               |               |        |        |         |
|         | Міністерство транспорту                                            | Стівен Кадіз (Stephen Cadiz)                              |      |               |               |        |        |         |
|         | Міністерство туризму                                               | Гері Хадід (Gary Hadeed)                                  |      |               |               |        |        |         |
|         | Міністерство фінансів і економіки                                  | Ларрі Ховай (Larry Howai)                                 |      |               |               |        |        |         |
|         | Міністерство юстиції                                               | Пракаш Рамадхар (Prakash Ramadhar)                        |      |               |               |        |        |         |

### Державні міністри
| Посада                                                                | Особа                                            | Фото | Час на посаді | Час на посаді | Партія | Партія |
| --------------------------------------------------------------------- | ------------------------------------------------ | ---- | ------------- | ------------- | ------ | ------ |
| Державний міністр екології і водних ресурсів                          | Рамона Рамдіал (Ramona Ramdial)                  |      |               |               |        |        |
| Державний міністр місцевого самоврядування                            | Рудранат Індарсінгх (Rudranath Indarsingh)       |      |               |               |        |        |
| Державний міністр народного та соціального розвитку                   | Вернелла Аллейн-Топпін (Vernella Alleyne-Toppin) |      |               |               |        |        |
| Державний міністр національного різноманіття та соціальної інтеграції | Ембау Мохені (Embau Moheni)                      |      |               |               |        |        |
| Державний міністр національної безпеки                                | Коллін Партап (Collin Partap)                    |      |               |               |        |        |
| Державний міністр продовольства                                       | Джерам Сімунгал (Jairam Seemungal)               |      |               |               |        |        |
| Державний міністр прем'єр-міністра                                    | Роджер Семюель (Rodger Samuel)                   |      |               |               |        |        |